# 恐竜の不思議 -絶滅の秘密-
『恐竜の不思議-絶滅の秘密-』（原題：Last Day of the Dinosaurs）は、2010年8月28日にディスカバリーチャンネルで放送された、恐竜を題材とするテレビドキュメンタリー作品。日本では宝島社からリリースされた。

## 製作
ディスカバリー社のアン・ハーブロンによると、番組の製作には約3年を要した。当初は最初は2Dのコンセプトから出発し、情報量の多い情緒豊かなストーリーを構成し、3D映像の製作に踏み込んだ。映像製作には物理モデル、クロマキー合成、ハイスピードのモーションフォト、自然の実写映像が組み込まれた。また、CGI製作には50人以上のアーティストが携わり、地質学者・動物学者・惑星学者などの監修を受けた。科学調査には1年半、視覚効果製作には3万時間を要した。画像のレンダリング枚数は約109万枚に達した。

## 舞台
北アメリカ西海岸
深い森と谷が広がり、場所によっては濃い霧に包まれている。なお霧の溜まり場は一時的なシェルターとして機能した。
メキシコ
広大な平野と小高いの山が点在している。隕石の衝突地点から800キロメートル離れている。平原はアラモサウルスの産卵場所。
モンゴル
滑らかな砂丘と豊富な水を湛えたオアシスが点在しており、隕石の衝突地点から1万3000キロメートル離れている（対蹠地）。水場の裏側には入り組んだ岩山と狭い洞窟がある。

## 登場生物
生物の基本情報は作中の設定に基づくため、実際の生態や体格とは異なる場合がある。
北アメリカ北西部
- ケツァルコアトルス

翼幅12メートル、体重100キログラム以上の巨大飛行生物として登場した。序盤ではオス個体がティラノサウルスの巣へと侵入して幼体を捕食。その後ティラノサウルスの成体と交戦して追い払われた。隕石衝突直後にダスト雲の被害に遭い、オス個体が翼を破損させて死亡した。メス個体は辛うじて眼下の森へ避難し、一時は難を逃れたが、やがて森林火災の煽りを受けて再び空中へ飛び去った。それから3日間飛び続けて海岸線に辿り着き、空腹を満たすべく露出した海底に降り立った。ところが魚を食べた途端に背後から突っ込んできた津波に飲まれてメス個体も死亡した。以降は生存個体を確認出来ない。
- ティラノサウルス

全長12メートル、体重7トンの獰猛な大型肉食恐竜として登場した。白亜紀最強の肉食動物である。冒頭では子供を襲ったケツァルコアトルスを撃退したり、2頭が協力してトリケラトプスを倒したりしていた。隕石衝突から暫くは谷底で死骸を貪っていたが、やがて森林火災が発生すると谷底から追い出され、他の恐竜と同じく放浪を余儀なくされた。なお放浪中に力尽きた恐竜は本種の餌となっていたと思しき描写がある。隕石衝突から40日後には、運良く津波や有毒ガスを免れた個体が1頭確認され、その個体が最終決戦に乱入した。戦いではトリケラトプスに片眼を潰されつつも首へ噛み付いて勝利し、続くアンキロサウルスも尻尾に苦戦しつつ頭突きからの追撃で勝利を収めた。しかしティラノサウルスは連戦により体力を使い果たしていたため、直後に倒れて息絶えた。以降は生存個体を確認出来ない。
- トリケラトプス

全長9メートル、体重6トンの屈強かつ好戦的な植物食恐竜として登場した。序盤ではオス同士がメスを賭けて争い、その後オス1頭がティラノサウルス2頭と互角の争いを繰り広げたが、背後からの不意討ちに敗れて死亡した。隕石衝突直後の地震によりオスメスのペアがシェルターから脱出した瞬間、ダスト雲によって焼死した。谷底には生き残り複数がいたが、彼らも森林火災によって谷底から炙り出された。以降は他の恐竜のように放浪を余儀なくされた。餓死者を出しつつも4頭が海岸線にまで辿り着き、その内3頭が餌の植物が残る小さな島へと渡った。しかし島に留まっていたところを津波に遭って3頭全てが溺死した。40日後には最後の1頭がアンキロサウルスと遭遇し、食料の木立を巡って争いに突入した。だが跡をつけていたティラノサウルスに横やりを入れられ、アンキロサウルスに先んじてティラノサウルスと交戦した。戦いでは角を折らつつも引き換えに敵の片眼を潰したが、それでも怯まないティラノサウルスによって首を噛まれて絶命した。以降は生存個体を確認出来ない。
- アンキロサウルス

全長7メートル前後の頑強な植物食恐竜として登場した。序盤では原始哺乳類との対比に使われた以外では出番がなく、中盤でも森林火災に巻き込まれるシーンでしか登場しない。目立った活躍は40日後の最終決戦で、食料の木立を巡ってトリケラトプスと争っていた。しかしティラノサウルスが乱入したことで争いは三つ巴となり、隻眼よティラノサウルスと交戦した。ティラノサウルスの初撃は尻尾のハンマー(骨塊)による殴打で反撃したが、第二撃の頭突きには耐えられず裏返しにされ、そのまま喉笛を食い破られて絶命した。以降は生存個体を確認出来ない。
- 基盤的哺乳類

現生種のネズミで代用されている。フクロネズミ(オポッサム)ほどの大きさ。序盤では夜間に餌を探して地上に現れ、睡眠中のアンキロサウルスと遭遇した。地中に複雑な巣穴を掘り巡らしてあり、これで度重なる環境変動を生き延びた。
- サソリ

現生種のサソリで代用されている。地震や森林火災に遭った際に土を被って生き延びた。
メキシコ中部
- アラモサウルス

全長20メートル、体高12メートル、体重30トンの巨大植物食恐竜として登場した。序盤にて群れで平原を彷徨う様子や、繁殖方法が描写された。隕石衝突直前〜直後の閃光、熱、爆風、落下物、地震、熱風により隕石衝突から5分には成体の殆どが死亡した。しかし地中に埋められた卵の一部が破壊を免れており、隕石衝突から数ヶ月後に一匹の幼体が孵る。本種を含む一握りの非鳥類型恐竜はK-Pg境界を乗り越えたが、個体数の激減による近親交配と病気によって全ての非鳥類型恐竜は絶滅した。
モンゴル
- カロノサウルス

全長12メートル、体重4トンの大人しい植物食恐竜として登場した。序盤では距離の関係から衝突の影響を受けずに済んでいた。産卵していたところをサウロルニトイデスに付け入られ、卵を奪われてしまう。メス個体が卵を奪還すべくサウロルニトイデスを追い詰めるが、敵の援軍に怖気づいて逃亡した隙を衝かれて食い殺された。中盤では初めて衝突の影響を受け、多くが高熱に耐えられず死亡したが、3頭が洞窟に避難して生き延びた。やがて気温が元に戻ると2頭が住処のオアシスへと向かい、その途中で巨大かつ高温の砂嵐に巻き込まれて窒息死した。メス1頭だけは洞窟にいたことで命拾いした。メスは衝突から24時間後にオアシスへ戻り、水を飲んでいたところをサウロルニトイデスに襲われる。首を攻撃されながらも運良く敵を押し潰して難を逃れた。メスは衝突から1〜3週間は生き延びていたが、最後には火山噴火に伴う硫化水素ガスの噴出に遭って中毒死した。以降は生存個体を確認出来ない。
- サウロルニトイデス

全長2メートル弱の俊敏で狡猾な肉食恐竜として登場した。序盤では距離の関係から衝突の影響を受けずに済んでいた。序盤ではカロノサウルスの卵を狙って巣に侵入し、卵を奪って逃げ去った。しかし焦りから十分な距離を取っていなかったため、カロノサウルスの母親に見つかって岩場に追い詰められてしまう。だが運良く仲間のサウロルニトイデスが駆け付けたことで形勢を逆転し、逃げ出したカロノサウルスを追撃して殺すのに成功した。中盤でも倒したカロノサウルスを貪っていたが、気温の上昇を察知して素早く洞窟へ逃げ延びた。カロノサウルスとの緊張状態を挿みつつ、気温が戻ったタイミングで洞窟を後にし、近くの死体を漁っていた。そこを巨大砂嵐に巻き込まれるが、身体の小ささが幸いして窒息死を免れた。衝突から24時間後に砂中から這い出て狩り場のオアシスへ戻った。そこでメスのカロノサウルスを見つけて1頭が飛び出し、身軽さを生かして獲物を翻弄するが、判断を誤って4トンの巨体に押し潰された。残された1頭は敗れ死んだ仲間を食べて暫く命を繋いだ。残る1頭は硫化水素ガスの届かない高台に避難していたが、餌欲しさに低地へ降りてしまい、そこで致死量のガスを吸い込んで窒息死した。以降は生存個体を確認出来ない。
- 菌類

中盤にてサウロルニトイデスの死体を分解する役回りを担った。

## 放送
本作は2010年11月にディスカバリーチャンネルの特別イベントとして再放送され、68万5000人が視聴し、同チャンネルの特別イベントでは最多視聴者数を記録した。また、初放送時には標準解像度での放送が行われたが、11月のイベントでは高精細度ビデオでの放送も行われている。3D放映もこの際になされている。